# Santi Gioacchino e Anna al Tuscolano (titre cardinalice)
Le titre cardinalice de Santi Gioacchino e Anna al Tuscolano (Saints Joachim et Anne à Tuscolano) est érigé par le pape Jean-Paul II le 28 juin 1988.
Il est rattaché à l'église Santi Gioacchino e Anna (it) située dans la zone de Torre Maura au sud-est de Rome.

## Titulaires
- Hans Hermann Groër, O.S.B (1988-2003)
- Keith O'Brien (2003-2018)
- Toribio Ticona Porco (depuis 2018)